# Pagu Pictures
Pagu Pictures é uma distribuidora de filmes brasileira criada em 2017. Em outubro de 2018, iniciou uma parceria com o Grupo Severiano Ribeiro para distribuir com exclusividade títulos brasileiros. A distribuidora também comercializou filmes em associação com a Imovision e a Bretz Filmes.

## Alguns dos filmes distribuídos
- Sequestro Relâmpago[3]
- Gabriel e a Montanha[4][5]
- Slam – Voz de Levante[6]
- Amazônia Groove[7]